# Wyższa Szkoła Administracji Publicznej im. Stanisława Staszica w Białymstoku
Wyższa Szkoła Administracji Publicznej im. Stanisława Staszica w Białymstoku – uczelnia niepubliczna działająca w latach 1996–2019.

## Historia

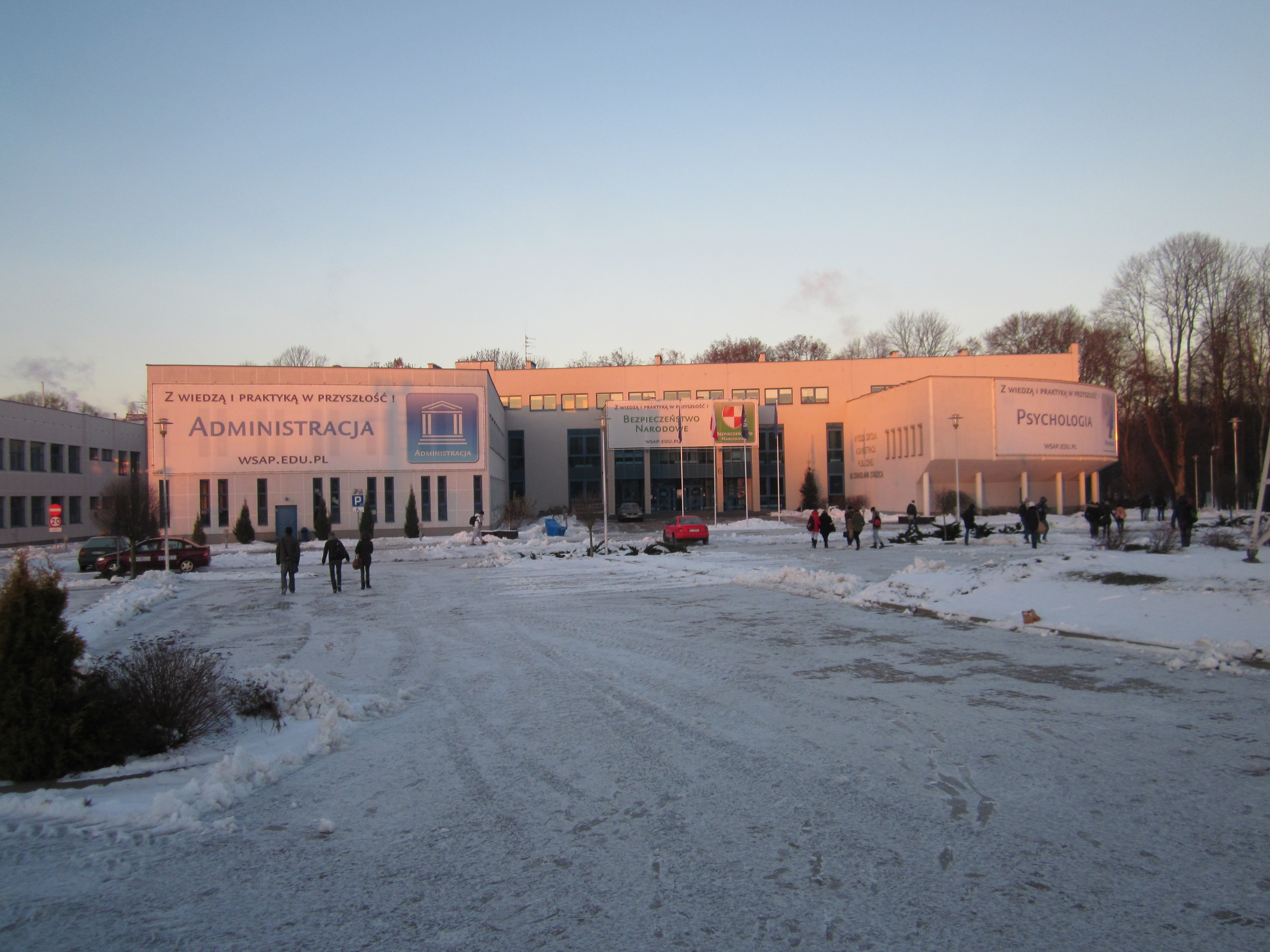
Collegium Novum

Wyższa Szkoła Administracji Publicznej im. Stanisława Staszica w Białymstoku, została założona przez Fundację Rozwoju Demokracji Lokalnej w Warszawie w 1996 r. Posiadała uprawnienia do nadawania stopnia zawodowego licencjata i magistra.
Do szkoły należał między innymi zabytkowy, pochodzący z XIX wieku Pałac Lubomirskich, położony w dzielnicy Dojlidy.
W 2004 roku oddano do użytku nowy budynek Collegium Novum. Zlokalizowano w nim dwie aule na 450 i 250 miejsc oraz 14 sal ćwiczeniowych wyposażonych w stanowiska komputerowe z dostępem do Internetu i programów prawniczych.
Drugim rektorem szkoły w latach 1997–2007 była Barbara Kudrycka, późniejsza minister nauki i szkolnictwa wyższego, posłanka do Parlamentu Europejskiego.
W 2011 roku oddano do użytku nowy budynek Collegium Universum, połączony z Collegium Novum. Obiekt o powierzchni ponad 3500 m² mieścił sale wykładowe, dwie aule na ok. 400 osób, bibliotekę, siłownię, salę fitness oraz zaplecze multimedialne, w tym zestawy do tłumaczeń symultanicznych i wideokonferencji.
W czerwcu 2013 roku uczelnię przejęła spółka Professional Quality Education z Józefowa.
W lutym 2019 roku Ministerstwo Nauki i Szkolnictwa Wyższego wyraziło zgodę na likwidację uczelni. Ostatni studenci zakończyli naukę we wrześniu 2019 roku. W kolejnych miesiącach syndyk rozpoczął sprzedaż majątku uczelni, w tym wyposażenia dydaktycznego i praw do prowadzenia liceum mundurowego działającego przy WSAP.
Po zakończeniu działalności edukacyjnej budynki WSAP, w tym Collegium Novum i Collegium Universum, zostały wystawione na sprzedaż. W 2021 roku nieruchomość została przejęta przez miasto Białystok za kwotę 18 milionów złotych. Planowano przeniesienie tam części departamentów urzędu miejskiego, jednak do 2024 roku obiekt pozostawał niewykorzystany i stopniowo popadał w ruinę.

## Władze uczelni

### Poczet rektorów
- dr Bogdan Jankowski (1996–1997)
- prof. zw. dr hab. Barbara Kudrycka (1997–2007)
- prof. dr hab. Jerzy Kopania (2007–2012)
- dr Robert Szczepankowski (2012–2013)
- dr hab. Patrycja Joanna Suwaj, prof. WSAP (2013–2014)
- dr hab. Hanna Konopka, prof. WSAP (2014–2014)
- dr Andrzej Malec (2014–2015)[9]
- dr inż. Eugeniusz Nikulin (2015–2019)

## Kierunki
Kształcenie w szkole odbywało się w ramach następujących kierunków studiów:
- administracja (I i II st.)
- bezpieczeństwo narodowe (I i II st.)
- psychologia (jednolite magisterskie)
- ekonomia (I st.)
- stosunki międzynarodowe (I st.)[10]
- gospodarka przestrzenna
- zdrowie publiczne
- kulturoznawstwo
- pedagogika
- filozofia

W ostatnich latach działalności uczelnia prowadziła jedynie trzy kierunki: administrację, bezpieczeństwo narodowe i psychologię.